# Drapeau de Birmingham (Alabama)
 (mai 2025).
Le contenu est difficilement compréhensible vu les erreurs de traduction, qui sont peut-être dues à l'utilisation d'un logiciel de traduction automatique.
Le drapeau de Birmingham a été conçu par Idyl King Sorsby  à l'occasion du semi-centenaire de la ville 1921. Le drapeau a été officiellement adopté comme drapeau de la ville le 18 Août 1925.

## Conception
Le drapeau consiste en trois bandes verticales rouge, blanc, rouge dans la proportion 4:7:4. L'écusson au centre du drapeau est une étoile rouge entouré par un anneau de 67 étoiles dorées. Rayonnant de 85 rayons dorés formant un autre cercle. Dans la large étoile rouge se trouve le sceau de la ville de  Birmingham en or et en noir. Entourant le sceau de 7 encoches dorées.
Le sceau de la ville représente Vulcain, le dieu romain des forgerons et maréchaux ferrants. Entre le 19è et le début du 20è siècle Birmingham était le centre de l'industrie et du travail du fer dans le sud des États-Unis d'Amérique.
Le concepteur du drapeau fournie un nombre d'explication pour les couleurs utilisées du drapeau.